# Aphodius isaburoi
Aphodius isaburoi là một loài bọ cánh cứng trong họ Scarabaeidae. Loài này được Nakane miêu tả khoa học năm 1967.